# Михайлов, Василий Ананьевич
Василий Ананьевич Михайлов (29 декабря 1898, Саратов — 4 августа 1961, Куйбышев) — советский театральный актёр, народный артист РСФСР.

## Биография
Василий Ананьевич Михайлов родился 29 декабря 1898 года в Саратове. В 1916 году призван на военную службу, в 1918 году приглашен в военный театр.
С 1919 года выступал на профессиональной сцене, играл в театрах Саратова, Москвы (театр «Палас», Рабочий театр, театр Ленсовета, 1-й колхозный художественный театр), Челябинска, Самарканда, Ташкента, Еревана, Нижнего Тагила.
В 1939—1961 годах был актёром Куйбышевского театра драмы.
Умер 4 августа 1961 года.

## Награды и премии
- Заслуженный артист РСФСР (1950).
- Народный артист РСФСР (13.02.1960).

## Работы в театре
- «Царь Фёдор Иоаннович» А. К. Толстого — Царь Фёдор Иоаннович
- «Украденное счастье» И. Франко — Микола Задорожный
- «Парень из нашего города» К. Симонова — Бурмин
- «Обыкновенный человек» Л. Леонова — Свеколкин
- «Дачный тупик» Тумановской и Тарасова — Ломов
- «Собака на сене» Лопе де Вега — Тристан
- «Мещане» М. Горького — Перчихин
- «Бронепоезд 14-69» В. Иванова — Васька Окорок
- «Свадьба с приданым» Н. Дьяконова — Авдей Спиридонович